# وليام ميسون
وليام ميسون (بالإنجليزية: William E. Mason) (و. 1850 – 1921 م) هو سياسي، محام من الولايات المتحدة الأمريكية ولد في فرانكلينفيل.
تولى منصب عضو مجلس الشيوخ الأمريكي .